# Pomnik Józefa Piłsudskiego w Warszawie (pl. Piłsudskiego)
Pomnik Józefa Piłsudskiego w Warszawie – pomnik w śródmieściu Warszawy.

## Opis
Obywatelski Komitet Budowy Pomnika Józefa Piłsudskiego w Warszawie powstał w 1990. Pierwotną lokalizacją monumentu miał być plac Na Rozdrożu, gdzie 11 listopada 1990 wmurowano stosowną tablicę. Później nastąpiła jednak zmiana decyzji lokalizacyjnej i po wykonaniu pomnika w 1994 został on ustawiony na terenie Cytadeli, vis-a-vis budynku kasyna. Przeniesiono tam również tablicę z placu Na Rozdrożu. Ostatecznie podjęto decyzję o przeniesieniu monumentu Józefa Piłsudskiego z Cytadeli na plac jego imienia.
Autorem pomnika jest Tadeusz Łodziana. Monument został wykonany w gdyńskiej Stoczni Marynarki Wojennej z brązu i granitu. Uroczystego odsłonięcia pomnika dokonała Jadwiga Piłsudska-Jaraczewska – córka Piłsudskiego oraz prezydent RP Lech Wałęsa 14 sierpnia 1995, w 75. rocznicę Bitwy Warszawskiej.
Pomnik ustawiony jest na ulicy Michała Tokarzewskiego-Karaszewicza, w ciągu osi Saskiej, zwrócony licem w stronę placu marsz. Józefa Piłsudskiego. Ta lokalizacja jest krytykowana. W trakcie świąt i uroczystości państwowych żołnierze ustawiają się tyłem do pomnika marszałka, co odbierane jest jako lekceważenie i zniewaga Piłsudskiego.
Jest to jeden z trzech pomników marszałka w Warszawie. Przy Akademii Wychowania Fizycznego znajduje się pomnik w formie popiersia, wzniesiony w latach 30. XX wieku. Przy Belwederze znajduje się monument Marszałka Piłsudskiego z 1998. 